# Grand Stage

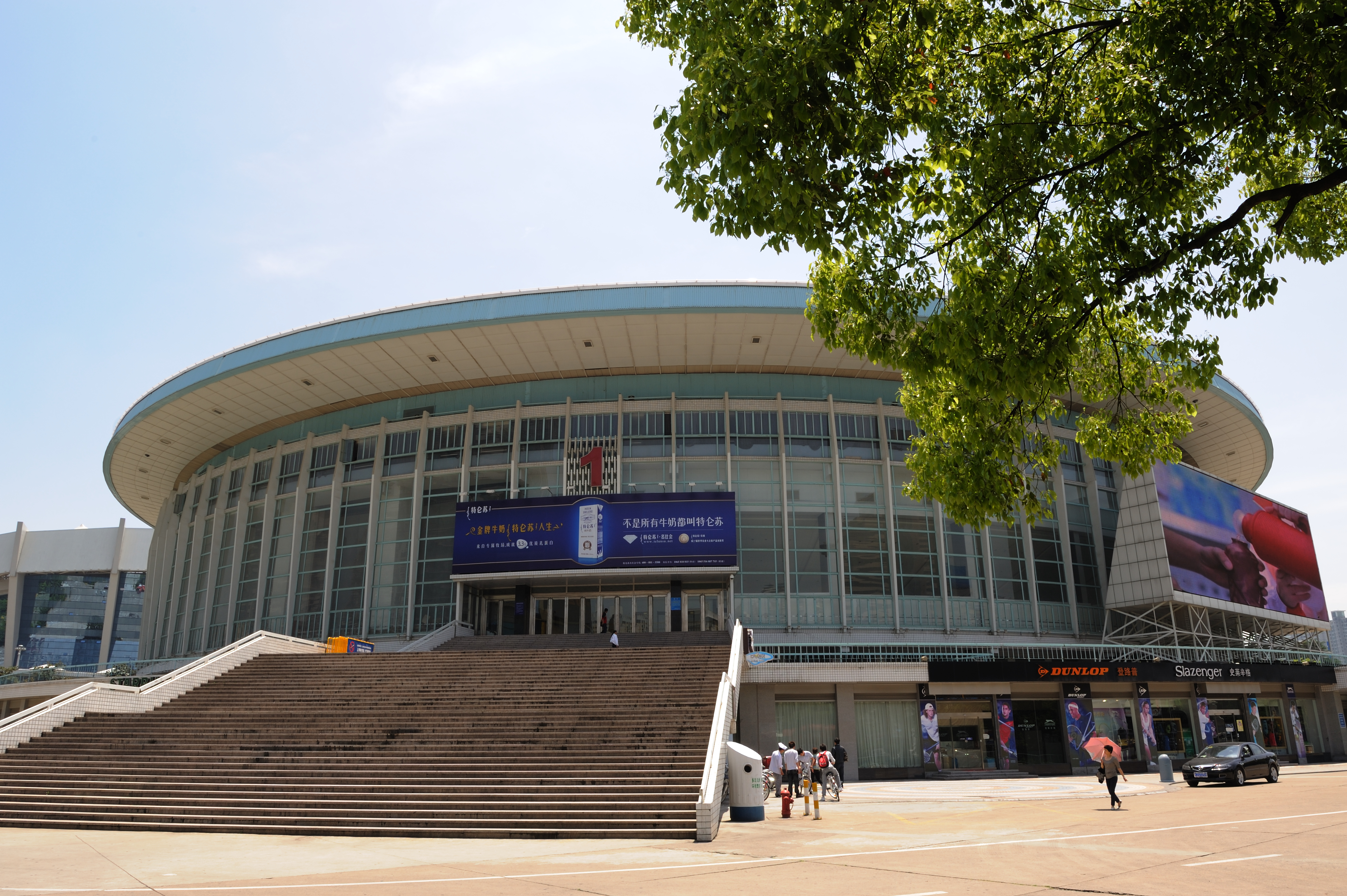
Shanghai Indoor Stadium

Shanghai Grand Stage, Shanghai Indoor Stadium (上海体育馆) − zbudowana w roku 1975, otwarta w 1976 hala widowiskowo-sportowa, znajdująca się w centrum Szanghaj (Chiny), otwarta po rekonstrukcji w 1999 roku. Maksymalnie może pomieścić ponad 10 000 osób.
Od roku 2007 w Grand Stage rozgrywany jest snookerowy turniej rankingowy, Shanghai Masters.
W hali Grand Stage odbywają się liczne koncerty rodzimych, azjatyckich wykonawców. Grały tam również uznane na całym świecie zespoły, m.in. The Rolling Stones, The Black Eyed Peas, Roger Waters oraz Elton John. Grand Stage gościło w listopadzie 2005 roku widowisko muzyczne MTV Style Gala.
W pobliżu hali znajduje się Shanghai Stadium, często mylony z Indoor Stadium ze względu na podobne nazewnictwo.